# Odontestra variegata
Odontestra variegata är en fjärilsart som beskrevs av Emilio Berio 1941. Odontestra variegata ingår i släktet Odontestra och familjen nattflyn. Inga underarter finns listade i Catalogue of Life.